# Ayich'ingil Lerrnants'k'
Ayich'ingil Lerrnants'k' (armeniska: Ayich’ingil Lerrnants’k’, azerbajdzjanska: Ayçınqıl Aşırımı, Ayçınqıllı Aşırımı, Ayıçınqıllı Aşırımı) är ett bergspass i Azerbajdzjan, på gränsen till Armenien. Det ligger i den sydvästra delen av landet, 400 kilometer väster om huvudstaden Baku. Ayich'ingil Lerrnants'k' ligger 3 707 meter över havet.
Terrängen runt Ayich'ingil Lerrnants'k' är bergig åt nordost, men åt sydväst är den kuperad. Ayich'ingil Lerrnants'k' ligger uppe på en höjd. Närmaste större samhälle är Ordubad, 19,5 kilometer söder om Ayich'ingil Lerrnants'k'. 
Trakten runt Ayich'ingil Lerrnants'k' består i huvudsak av gräsmarker. Runt Ayich'ingil Lerrnants'k' är det ganska glesbefolkat, med 42 invånare per kvadratkilometer.